# Верифікація програмного забезпечення
Верифікація програмного забезпечення — процес посвідчення, що програми та їх компоненти виконують запропоновані їм вимоги. Метою верифікації є посвідчення в тому, що програмне забезпечення відповідає висунутим вимогам. Паралельно з цим фіксуються нові дефекти, додані в процесі розробки. Процес верифікації є складовою частиною більш загального процес забезпечення домовленого рівня якості розроблюваної системи. 
Верифіка́ція (пізньолат. verificatia — підтвердження; лат. verus — істинний, facio — роблю) — доказ того, що факт або твердження є істинним. Термін використовується в залежності від того, як обґрунтовується істина: базується вона на приведенні одного доказу або аргументу - чи вона повинна підтверджуватися можливістю багаторазово відтворювання, тобто перевірятися практикою.
Верифікація націлена на скорочення помилок. Але дуже важливо розуміти, що верифікація - це контрольований ззовні процес, що демонструє наявність у системі багів і умови їх прояву.
Верифікація дозволяє гарантувати, що програмна система реалізована без непередбачуваної функціональності, відповідає висунутим вимогам, специфікаціям і стандартам . Верифікація так само керований процес.
В науці: логіко-методологічна процедура встановлення істинності наукової гіпотези (так само як і поодинокого, конкретно-наукового твердження) на підставі їхньої відповідності емпіричним даним (пряма або безпосередня верифікація) або теоретичним положенням, що відповідають емпіричним даним (непряма верифікація). У рамках логічного позитивізму принцип верифікованості розуміється критеріально вичерпним способом апробації наукових тверджень, які розуміються як «протокольні припущення» як фіксацій даних безпосереднього досвіду: твердження, котрі виходять за рамки «протокольних пропозицій» трактуються як такі, що неверифікуються, у випадку чого в дію вступає принцип фальсифікації.
Процес верифікації вимог до ПЗ є невід'ємною частиною всього процесу розробки. Верифікація тісно пов'язана системи. Поняття верифікації іноді плутають з поняттями валідації, тестування і навіть налагодження, і метою цього поста є внесення ясності, що є що.